# Riccardia marginata
Riccardia marginata là một loài rêu trong họ Aneuraceae. Loài này được Colenso Pearson mô tả khoa học đầu tiên năm 1923.